# ES Близнецов
ES Близнецов (лат. ES Geminorum) — двойная затменная переменная звезда типа Алголя (EA) в созвездии Близнецов на расстоянии (вычисленном из значения параллакса) приблизительно 9 598 световых лет (около 2 943 парсек) от Солнца. Видимая звёздная величина звезды — от +16,2m до +15,2m. Орбитальный период — около 1,6611 суток.

## Характеристики
Первый компонент — белая звезда спектрального класса A3. Эффективная температура — около 6057 К.
Второй компонент — жёлтый субгигант спектрального класса G3IV.